# Храм Димитрия Ростовского (Нишевицы)
Храм Димитрия Ростовского — православный храм в деревне Нишевицы Торопецкого района Тверской области. Построен в 1765 году. В настоящее время находится в сильноразрушенном состоянии.

## История
Каменный храм в Нишевицах построил в 1765 (по другим данным в 1763) году торопецкий помещик Гавриил Филиппович Лопухин. Храм имел три престола: главный — во имя Святителя Димитрия митрополита Pостовского Чудотворца, придельные — во имя святых мучеников Кирика и Иулиты и во имя Архангела Гавриила.
На трехъярусной колокольне, которая в настоящее время не сохранилась, висели 4 колокола. Самый большой из них весил 20 пудов 13 фунтов (335 кг); на нём находились изображения Спасителя, Божьей Матери, Николая Чудотворца и надпись: «Благовествуй земля радость велико, хвалите небеса Божию славу, лит в Ярославле на заводе Потомственного почетного гражданина Порфирия Ивановича Оловянникова».
К Дмитриевскому храму был приписан Благовещенский храм погоста Якшино.
В 1876 году храм имел 802 прихожан (377 мужчин, 425 женщин), в 1879 году — 1372 (630 мужчин и 742 женщины). В 1876 году причт храма состоял из настоятеля и псаломщика.
Был закрыт перед войной 1941 года. До войны рядом с храмом стояли колокольня и трапезная. После войны они были разобраны на кирпичи для восстановления деревни.

## Духовенство
В разные годы служили:
- Священник Василий Макариевич Чистовский

- Священник Василий Алексиевич Безсребренников (1868 — н.д)

- Священник Василий Макаровский (1880 — н.д)

- Священник Иоанн Василиевич Березский (1900—1913)